# Espostoa
Espostoa es  un género de cactus columnares, el cual incluye 16 especies cuyo hábitat abarca desde los Andes hasta el sur de Ecuador y Perú.

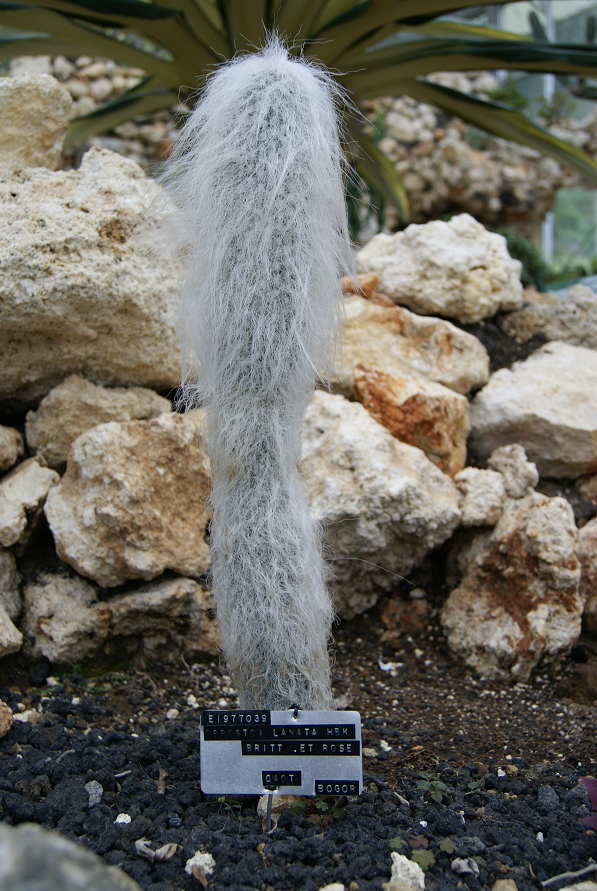
Espostoa lanata

## Descripción
Este género se caracteriza por su cuerpo columnar y erecto, de piel de color verde, pudiendo alcanzar varios metros de altura, recubierto por vellosidad y espinas. Algunas de las especies, como E. lanata se caracterizan por estar literalmente envueltas por una densa lanosidad blanca. 
Este tipo de cactus crece a partir de los 8 m, hasta aproximadamente 2 m.
Las flores son nocturnas, normalmente blancas, brotan dentro de un pseudocephalium, a los lados de la parte superior del cuerpo del cactus, con pericarpo escamoso y tubo velludo.
 Los frutos son bayas comestibles, dulces y jugosas donde están contenidas numerosas pequeñas semillas negras.

## Taxonomía
El género fue descrito por Britton & Rose y publicado en The Cactaceae; descriptions and illustrations of plants of the cactus family 2: 60, f. 87–91. 1920.
Etimología
Espostoa: nombre genérico  fue nombrado en honor de Nicolas E. Esposto, botánico vinculado con el  Colegio Nacional de Agricultura de Lima. 

## Especies
- Espostoa blossfeldiorum
- Espostoa calva
- Espostoa frutescens
- Espostoa guentheri
- Espostoa huanucoensis
- Espostoa hylaea
- Espostoa lanata
- Espostoa lanianuligera
- Espostoa melanostele
- Espostoa mirabilis
- Espostoa nana
- Espostoa ritteri
- Espostoa ruficeps
- Espostoa senilis
- Espostoa superba
- Espostoa utcubambensis

## Sinonimia
Se han incluido los siguientes géneros en Espostoa:
- Binghamia Britton & Rose
- Pseudoespostoa Backeb.
- Thrixanthocereus Backeb.
- Vatricania Backeb.